# NEUTRINO
NEUTRINO es un programa de síntesis de canto vocal gratuito que utiliza redes neuronales para el entrenamiento y uso de sus modelos. Con solo una partitura con letras en el formato MusicXML, los algoritmos de inteligencia artificial generan una voz cantada natural.

## Historia
Desarrollado por SHACHI y publicado como software gratuito el 22 de febrero de 2020, NEUTRINO ganó notoriedad entre el público principalmente con videos mostrando el modelo AI Kiritan (Tohoku Kiritan AI), creado por los desarrolladores que ayudaron en su inicio.
Originalmente era solo compatible con Microsoft Windows, pero ahora está disponible para MacOS, Linux, y también hay una versión que funciona en línea con Google Colab.
NEUTRINO nombra sus iteraciones mayores con partículas elementales. La "Generación 1", llamada NEUTRINO - Electron fue lanzada el 22 de abril de 2022, y su foco fue en estabilizar los algoritmos del sistema. El 28 de abril de 2023 fue liberada la "Generación 2", llamada NEUTRINO - Muon, la cual cambio por completo la infraestructura a modelos de difusión, lo cual mejoró la expresividad y naturaleza del canto.

## Modelos de canto
En la tabla siguiente están todos los modelos de canto, ordenados por su fecha de lanzamiento. Con el fin de reducir el tamaño de la descarga, sólo un o dos modelos se incluyen con el propio NEUTRINO, y los otros modelos se pueden descargar según sea necesario desde el sitio web oficial.
| Nombre               | Fecha de lanzamiento                        | Tipo de voz | Actor de voz   | Notas |
| -------------------- | ------------------------------------------- | ----------- | -------------- | --- |
| Tohoku Kiritan       | 22 de febrero de 2020 (lanzamiento inicial) | Femenino    | Himika Akaneya | Creado a partir de la base de datos "Tohoku Kiritan singing database" (東北きりたん歌唱データベース), disponible gratuitamente para proyectos con fines de investigación. |
| Yoko                 | 22 de febrero de 2020 (lanzamiento inicial) | Femenino    | Privado        | Este modelo fue creado con la base de datos del código de Sinsy, que es uno de los motores en NEUTRINO. |
| JSUT                 | 12 de junio de 2020                         | Femenino    | Privado        | Para la creación de este modelo se usa el corpus JSUT, producido en el Laboratorio Saruwatari de la Universidad de Tokio, bajo la iniciativa de Shinnosuke Takamichi. |
| Tohoku Itako         | 18 de septiembre de 2020                    | Femenino    | Ibuki Kido     | Producido luego de sobrepasar un objetivo de crowdfunding en julio de 2020. |
| Merrow               | 24 de diciembre de 2020                     | Femenino    | Privado        | Este es el primer modelo original de NEUTRINO. Su concepto "es una voz con menos carácter, como alguien que te encontrarías a la vuelta de la esquina". |
| NAKUMO               | 23 de abril de 2021                         | Masculino   | Privado        | Este es el primer modelo de voz masculina del programa. Su concepto es "el look típico de un músico con un flequillo pronunciado". |
| Tohoku Zunko         | 5 de julio de 2021                          | Femenino    | Satomi Satō    | Producido luego de sobrepasar un objetivo de crowdfunding durante enero y febrero en 2021. Fue predistribuido con dos semanas de antelación a los usuarios que hayan invertido más de 5.000 yenes en la financiación, desde el 21 de junio de 2021. |
| No.7 (SEVEN)         | 7 de julio de 2021                          | Femenino    | Kotori Koiwai  | La base de datos fue producida utilizando unas 50 canciones escritas y compuestas por la misma Koiwai. |
| Kotonoha Akane & Aoi | 25 de abril de 2022                         | Femenino    | Yui Sakakibara | Este modelo fue creado para celebrar el lanzamiento del software de conversión de texto en voz A.I.VOICE. A diferencia de la versión para Synthesizer V Studio, se proporcionan bibliotecas independientes para Akane y Aoi, al igual que en el programa VOICEROID. No están disponible al público, únicamente los usuarios que compren A.I.VOICE pueden acceder a este modelo. |
| Zundamon             | 1 de agosto de 2022                         | Femenino    | Yuina Ito      | Producido luego de sobrepasar un objetivo de crowdfunding durante febrero y marzo en 2022. Fue predistribuido con dos semanas de antelación a los usuarios que hayan invertido al menos 500 yenes en la financiación, desde el 15 de julio de 2022. |
| Shikoku Metan        | 2 de noviembre de 2022                      | Femenino    | Tanaka Koyuki  | Producido luego de sobrepasar un objetivo de crowdfunding durante febrero y marzo en 2022. |
| Yogatari Tobari      | 14 de julio de 2023                         | Femenino    | Toa Yukinari   | Producido luego de sobrepasar un objetivo de crowdfunding en agosto de 2022. No están disponible al público, únicamente los usuarios que compren A.I.VOICE pueden acceder a este modelo. |
| Chanko               | 6 de julio de 2024                          | Femenino    | Amano Rin      | Producido luego de sobrepasar un objetivo de crowdfunding durante enero y febrero en 2024. A diferencia de otras apariencias, Maria Sashide no es la actriz de voz de este personaje. |
| Soma                 | 7 de febrero de 2025                        | Masculino   | Privado        | |
| Runo                 | 7 de febrero de 2025                        | Masculino   | Privado        | |

## Enlaces
- NEUTRINO -Neural Singing Synthesizer-